# Polyura aeolus
Polyura aeolus är en fjärilsart som beskrevs av Hans Fruhstorfer 1898. Polyura aeolus ingår i släktet Polyura och familjen praktfjärilar. Inga underarter finns listade i Catalogue of Life.